# Annual Review of Cell and Developmental Biology
Annual Review of Cell and Developmental Biology is een internationaal, aan collegiale toetsing onderworpen wetenschappelijk tijdschrift op het gebied van de celbiologie en de ontwikkelingsbiologie. De naam wordt in literatuurverwijzingen meestal afgekort tot Annu. Rev. Cell Dev. Biol. Het wordt uitgegeven door Annual Reviews en verschijnt jaarlijks. Het publiceert uitsluitend overzichtsartikelen, die over het algemeen op uitnodiging van de redactie geschreven worden, en heeft daardoor een relatief hoge impactfactor.